# Araioses
Araioses là một đô thị thuộc bang Maranhão, Brasil. Đô thị này có diện tích 1782,564 km², dân số năm 2007 là 37067 người, mật độ 20,79 người/km².